# Oscar Duquette
Pour les articles homonymes, voir Duquette.
 (juin 2014).
Oscar Duquette (Hull, 25 mai 1896 - Hull 6 décembre 1965 à l'âge de 69 ans) est un constable à la Gendarmerie royale du Canada. Il a travaillé bénévolement à l'embellissement de la ville de Hull et fut l'initiateur du projet de la construction de la promenade du Lac-des-Fées, l'une des routes du parc de la Gatineau.

## La promenade du Lac-des-Fées
En 1938, il lança le projet de la promenade du Lac-des-Fées en proposant l’aménagement d’un boulevard national à Hull.  Son but était de favoriser la villégiature et le développement de la municipalité tout en amenant les autorités à inclure la ville dans les projets d’embellissement de la capitale et de ses environs.[réf. souhaitée] Une partie importante du tracé proposé à l’époque par Oscar Duquette correspond à l’actuelle promenade du Lac-des-Fées.  Aménagée durant les années 1950 par la Commission de la capitale nationale, cette voie de communication fait partie des 38 km de promenades panoramiques qui sillonnent le parc de la Gatineau.

## La grande croix lumineuse
Le projet d’embellissement d’Oscar Duquette incluait également l’idée d’installer une croix lumineuse au sommet de la colline du parc Columbia où se trouve actuellement le centre hospitalier Pierre-Janet.  Malgré l’intérêt manifesté par la Cité de Hull à l’époque, la réalisation du projet fut reportée à cause de la Seconde Guerre mondiale et de ses conséquences sur la vie économique.[réf. nécessaire]
C’est finalement en 1950 que la société Saint-Jean-Baptiste de Hull réalisa ce projet dans le cadre des célébrations entourant le 75e anniversaire de l’incorporation de la municipalité et le 150e anniversaire de la fondation de la ville.   Le 25 juin 1950, la croix de 9,4 m fut inaugurée après une longue procession dont le cortège était composé de quelque 12 000 marcheurs.  Présidé par monseigneur Alexandre Vachon, archevêque d’Ottawa, cet évènement fut le point culminant des festivités.[réf. nécessaire]
En 1995, la ville de Hull fit surélever la croix grâce à la contribution de plusieurs entreprises locales.  La croix, située dans un environnement boisé, n’était presque plus visible étant donné la croissance des arbres.  Du haut de ses 23,9 m, la croix lumineuse est encore aujourd’hui un point de repère pour les citoyens gatinois.  

## Le viaduc Oscar-Duquette
En 2007, après plus de 30 ans d’attente, le dernier tronçon (1,6 km) du boulevard des Allumetières fut enfin inauguré.  Cette voie de communication de 13,7 km s’étend de la rue Laurier dans le secteur de Hull au chemin Eardley dans le secteur d’Aylmer. Le passage à travers le parc de la Gatineau nécessita notamment des travaux de dynamitage et l’aménagement d’un pont d'étagement pour enjamber la promenade du Lac-des-Fées et le ruisseau du même nom.  Avec la permission du ministère des Transports du Québec, la ville de Gatineau a attribué, en 2008, le nom de « viaduc Oscar-Duquette » à cette infrastructure routière.  Ce geste commémoratif vise à souligner la contribution d’Oscar Duquette à l’aménagement du territoire gatinois.